# Viromanduer

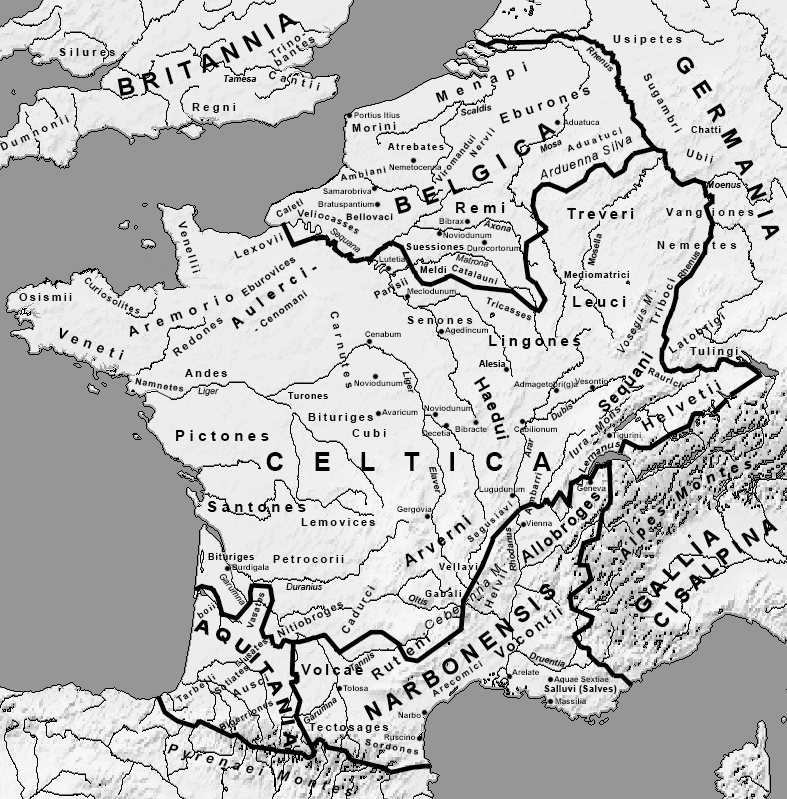
Karte mit Siedlungsplätzen verschiedener keltischer Stämme. Die Viromanduer lebten im Nordosten.

Die Viromanduer (lateinisch Viromandui, französisch Viromanduens oder Viromand(ue)s) waren Angehörige eines keltischen Volksstammes, die in der Antike im Nordosten des heutigen Frankreichs lebten. Sie gehörten zum Volk der Belger.

## Siedlungsgebiet
Das Hauptsiedlungsgebiet der Viromanduer war im Nordosten Frankreichs im heutigen Vermandois. Ihre Hauptstadt hieß Augusta Viromanduorum und wird heute Saint-Quentin genannt. Eine zweite Siedlung, die in der Antike von Viromanduern bewohnt wurde, war Arras. Zu ihren Nachbarstämmen zählten die Atrebaten, die Eburonen und die mächtigen Nervier.

## Geschichte
Die Viromanduer lebten in der Antike auf dem europäischen Festland in enger wirtschaftlicher und kriegerischer Zusammenarbeit mit dem weit größeren Stamm der Nervier. 57 v. Chr. fühlte sich der keltische Stamm von den Legionen des Statthalters Julius Cäsars bedroht und schloss ein Bündnis mit den Nerviern und den Atrebaten. Der Stamm der Viromanduer konnte 10.000 bewaffnete Krieger für den Widerstand gegen Cäsar stellen, wurde aber in der Schlacht an der Sambre von den Römern besiegt. Einige flüchteten mit den Atrebaten nach Britannien, andere unterwarfen sich den römischen Besatzern. Mit Ende des Gallischen Kriegs waren auch die Viromanduer kein eigenständiges Volk mehr.